# John Paul Kepka
John Paul Kepka (Saint Louis, 6 marzo 1984) è un ex pattinatore di short track statunitense.

## Palmarès

### Olimpiadi
- 1 medaglia:
  - 1 bronzo (5000 m staffetta a Torino 2006)